# Automotrice DB 611
L'automotrice 611 è un'automotrice doppia, a trazione diesel ed assetto variabile, delle ferrovie tedesche (Deutsche Bahn), progettata per i servizi regionali veloci su linee tortuose.
La serie 611 venne progettata come discendente della serie 610, ma a differenza di quella non venne equipaggiata con il sistema di assetto variabile idraulico di progettazione italiana (FIAT), bensì con un sistema di pendolamento elettrico di progettazione tedesca (Adtranz), che tuttavia si dimostrò poco affidabile e venne usato solo saltuariamente.

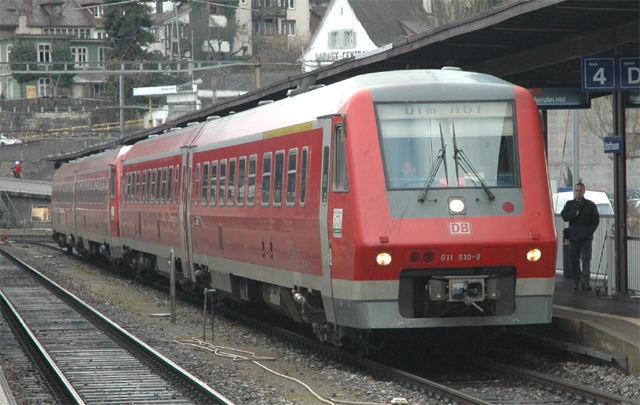
Automotrice 611 nell'attuale livrea rossa

Vennero costruite 50 complessi binati; le unità singole sono numerate da 611 001 a 050 e da 611 501 a 550.
Discendente della serie 611 è la serie 612, costruita a partire dal 1998.